# Francis Gray (14e Lord Gray)
Francis Gray, né le 1er septembre 1765 et mort le 20 août 1842, est un pair, homme politique et militaire écossais. 

## Biographie
Francis Gray naît à Édimbourg le 1er septembre 1765, le plus jeune des douze enfants de John Gray, 11e Lord Grey et de sa femme Margaret Blair de Kinfauns (1720-1790). La famille a une maison à Adams Square à Édimbourg et un siège familial dans le nord de l'Écosse au château de Fowlis.
Il sert dans les Breadalbane Fencibles, une milice locale, obtenant le grade de major en 1793.
En 1807, à la suite du décès de son frère aîné, William John Gray, 13e Lord Grey, il lui succède à la pairie. De 1807 à 1810, il est sous-ministre des Postes en Écosse, remplacé par James Sinclair, 12e comte de Caithness. Il siège à la Chambre des lords de 1812 à 1841.
En 1812, il est élu membre de la Royal Society of Edinburgh, sa candidature est soutenue par Ninian Imrie (en), John Playfair et John Leslie. Il est vice-président de la Société de 1815 à 1823. En 1816, il est élu membre de la Royal Society. De 1819 à 1823, il est président de la Society of Antiquaries of Scotland.
En 1822, il charge Robert Smirke de construire le château de Kinfauns. En 1825, il charge William Trotter d'exécuter des ensembles de meubles pour le château. Le bâtiment est prêt à être occupé en 1826. Il commande Binnhill Tower en 1839,.
Francis Gray meurt le 20 août 1842 et est inhumé dans le caveau familial à Fowlis.

## Galerie

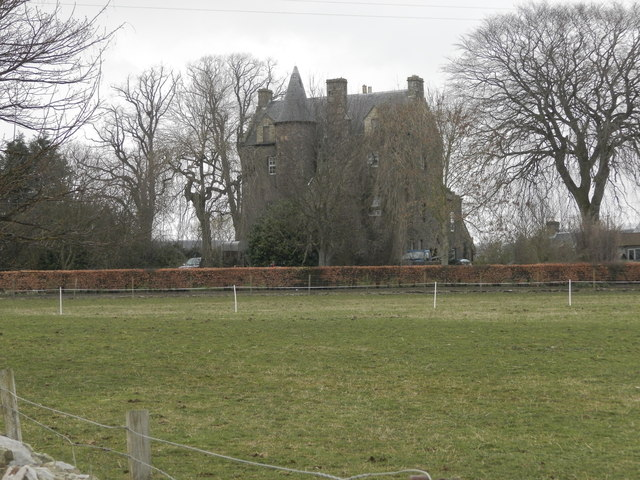
Château de Fowlis (en)
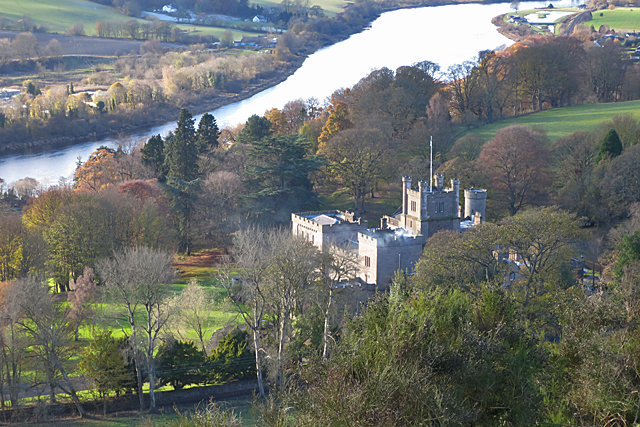
Château de Kinfauns
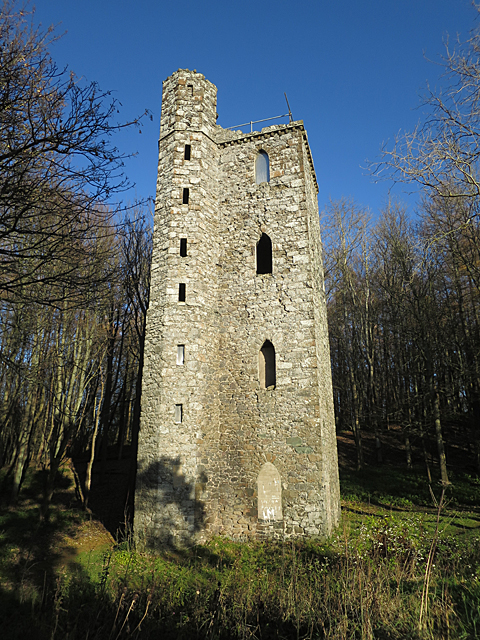
Tour de Binnhill

## Famille
En 1794, il épouse Mary Ann Johnston, fille du lieutenant-colonel James Johnston. Ils ont trois filles (dont l'une, Jane Anne, est la première épouse de Charles Philip de Ainslie) et un fils, John Gray, 15e Lord Gray qui lui succède à la baronnie.